# KhAB-250
Le KhAB-250 est le nom provisoire d'une bombe aérienne développée par l'armée de l'air soviétique pour délivrer l'arme chimique sarin. 
La masse opérationnelle du KhAB-250 a été signalée comme étant de 151 kg et 233 kg. Le Tupolev Tu-22 peut en transporter 24. La bombe utilise une charge explosive pour exploser à l'impact avec le sol. Il contient une charge utile de 49 kg de sarin.
Le KhAB-250 a été exposé au Shikani Test and Proving Grounds en 1986 en tant que composant de l'arsenal chimique soviétique alors en vigueur. Les analystes contemporains ont noté qu'il semblait relativement peu sophistiqué par rapport aux munitions conventionnelles soviétiques de la même période.
La bombe a été retirée du service à la suite de la Convention sur les armes chimiques au début des années 1990.